# Безталанна жінка. Подорож
«Безталанна жінка. Подорож» (англ. An Unfortunate Woman: A Journey) — одинадцятий і останній опублікований роман Річарда Бротіґана. Написаний 1982 року, він уперше вийшов (посмертно) у французькому перекладі 1994 року «фр. Cahier d'un Retour de Troie» (укр. Щоденник повернення з Трої). Перше видання англійською мовою здійснило видавництво «St. Martins Press» аж 2000 року.
«Безталанна жінка» подана у формі записок мандрівника, датуючи події подорожі головного героя та його непрямі міркування щодо самогубства однієї жінки та смерті від раку його близького друга.